# Campo de críquet de Myreside
El Campo de críquet de Myreside (en inglés: Myreside Cricket Ground) es un campo de críquet en Edimburgo, Escocia. El primer partido registrado celebrado en ese espacio se produjo en 1901, cuando la universidad de George Watson jugó contra la escuela Blair Lodge. El campo tuvo su primer partido de primera clase cuando Escocia jugó contra Irlanda en 1980, mientras que en 1982 se celebró un segundo encuentro de primera clase entre las partes
El campo se encuentra todavía en uso hoy en día por parte del Watsonians Cricket Club. 